# Biserica romano-catolică din Valea Moldovei

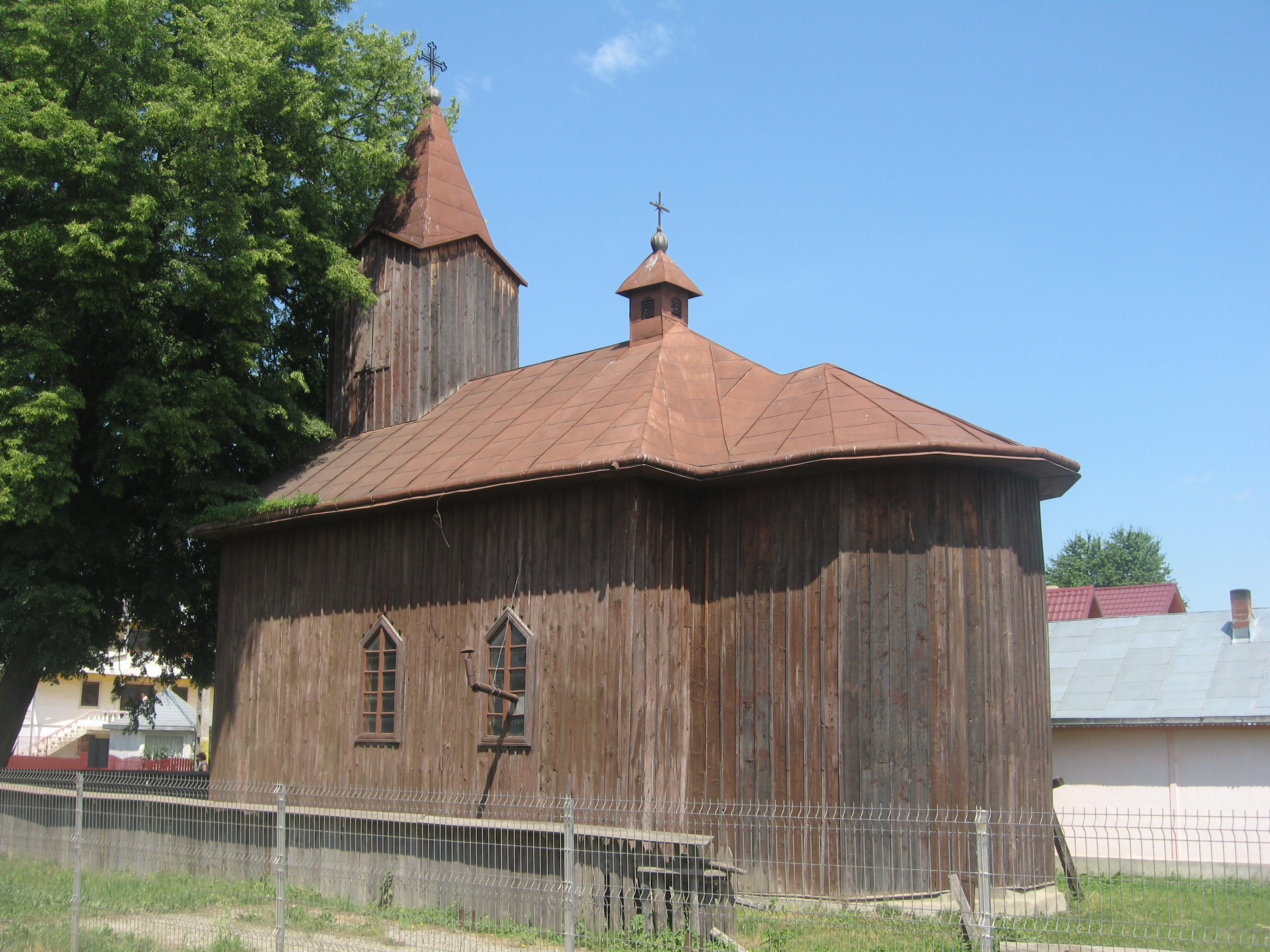
Biserica romano-catolică din Valea Moldovei

Biserica "Sfântul Dumitru" din Valea Moldovei este o biserică romano-catolică din lemn, construită în anul 1891 în satul Valea Moldovei (județul Suceava). Ea se află în centrul satului, lângă clădirea primăriei. 
Biserica are hramul Sfântul Dumitru (sărbătorit în fiecare an la 26 octombrie).

## Comunitatea germană din Valea Moldovei
După anexarea Bucovinei de către Imperiul Habsburgic (1774), autoritățile austriece au adus aici coloniști de origine germană, care proveneau din diverse regiuni ale imperiului și din landurile germane. O parte din coloniști s-au așezat în satul Valea-Seacă (în germană Walesaka), denumit după pârâul ce străbate satul de la vest la est. 
După Unirea Bucovinei cu România (1918), numărul germanilor din Valea-Seacă s-a menținut constant. În anul 1930, populația satului Valea-Seacă era de 1.687 locuitori, dintre care 1.488 români (88,20%), 113 germani (6,69%), 35 evrei (2,07%), 29 țigani, 15 unguri, 5 polonezi, 1 rus și 1 cehoslovac.  Din punct de vedere al religiei, populația era alcătuită din 1.503 ortodocși (89,09%), 135 romano-catolici (8%), 35 mozaici (2,07%), 12 evanghelici (luterani), 1 greco-catolic și 1 de religie nedeclarată.
Între anii 1938-1940 etnicii germani au fost mutați în zone ocupate de Germania Nazistă. România și Germania au încheiat o convenție prin care statul român se obliga să achite despăgubiri pentru fiecare clădire în parte, inclusiv pentru terenurile și pădurile germanilor care au emigrat.
În anul 1967, după noua împărțire administrativ teritorială, satul Valea-Seacă a fost redenumit Valea Moldovei. 
Din cadrul acestei comunități a provenit preotul Emil Gerhard Jura (20 februarie 1914 - 9 decembrie 1949). Acesta s-a născut la Valea Seacă și a studiat teologia în Germania, fiind călugăr la Mănăstirea Niederaltaich. Ca urmare a lipsei de preoți pentru comunitățile catolice din Bucovina, din cauza emigrării acestora în Germania la începutul celui de-al doilea război mondial, studentul în teologie Gerhard Jura a fost chemat în România, el fiind cetățean român. A fost sfințit ca preot la 4 iulie 1943, în București, de către arhiepiscopul Alexandru Cisar și trimis la Câmpulung Moldovenesc, unde a celebrat prima sa liturghie într-o atmosferă impresionantă. Fugit în Germania în vara anului 1944 ca urmare a apropierii frontului de război, preotul Gerhard Jura s-a întors la Câmpulung în 1945 și s-a îngrijit și de bisericile din Vatra Dornei și Iacobeni. El a avut grijă și de credincioșii săraci, aducându-le alimente adunate de la oamenii din satele din împrejurimi, fiind mereu pe drumuri în acțiuni umanitare. Instaurarea regimului comunist duce la acțiuni de persecuție la adresa preoților catolici. Preotul Gerhard Jura a fost anchetat în mai multe rânduri de securitate și torturat. S-a îmbolnăvit și a fost internat la o clinică din Cluj, dar a murit în 1949 în împrejurări neclare și a fost înmormântat în cimitirul catolic din Câmpulung. 

## Biserica romano-catolică din Valea Moldovei
Biserica romano-catolică din Valea Moldovei a fost construită în anul 1891, din lemn, de către comunitatea germanilor de religie catolică din satul Valea-Seacă (în germană Walesaka), aflat pe atunci în Ducatul Bucovinei. La momentul acela, în satul Valea-Seacă locuiau mulți etnici germani. Biserica a primit hramul "Sfântul Dumitru". 
După datele Recensământului general al populației României din 29 decembrie 1930, în satul Valea-Seacă locuiau 135 credincioși romano-catolici. Aceștia reprezentau o pondere de 8% din populația localității.  Marea majoritate a lor era de etnie germană.
În 1940, ca urmare a emigrării credincioșilor germani, comunitățile catolice din parohiile bucovinene se reduc numeric, iar unele parohii nu se mai justifică. În perioada regimului comunist, numărul credincioșilor romano-catolici din Valea-Seacă s-a micșorat în mod continuu, majoritatea lor (fiind de etnie germană) emigrând în Germania. Denumirea localității a fost schimbată în 1967 în cea de Valea Moldovei. 
La recensământul din 2002, din cei 5.857 locuitori ai comunei Valea Moldovei, 5.820 s-au declarat de religie ortodoxă (99,36%), 15 de religie romano-catolică (0,25%), 6 penticostali, 6 adventiști, 3 creștini de rit vechi, 3 musulmani, 2 creștini după Evanghelie, 1 reformat și 1 de altă religie.  Comuna Valea Moldovei era formată din două sate: Valea Moldovei și Mironu. 
În prezent, Biserica romano-catolică din Valea Moldovei este filială a Parohiei "Preasfânta Treime" din Gura Humorului. În această biserică sunt celebrate liturghii în fiecare a treia duminică din lună și de sărbătoarea hramului, în restul timpului rămânând închisă.

## Imagini

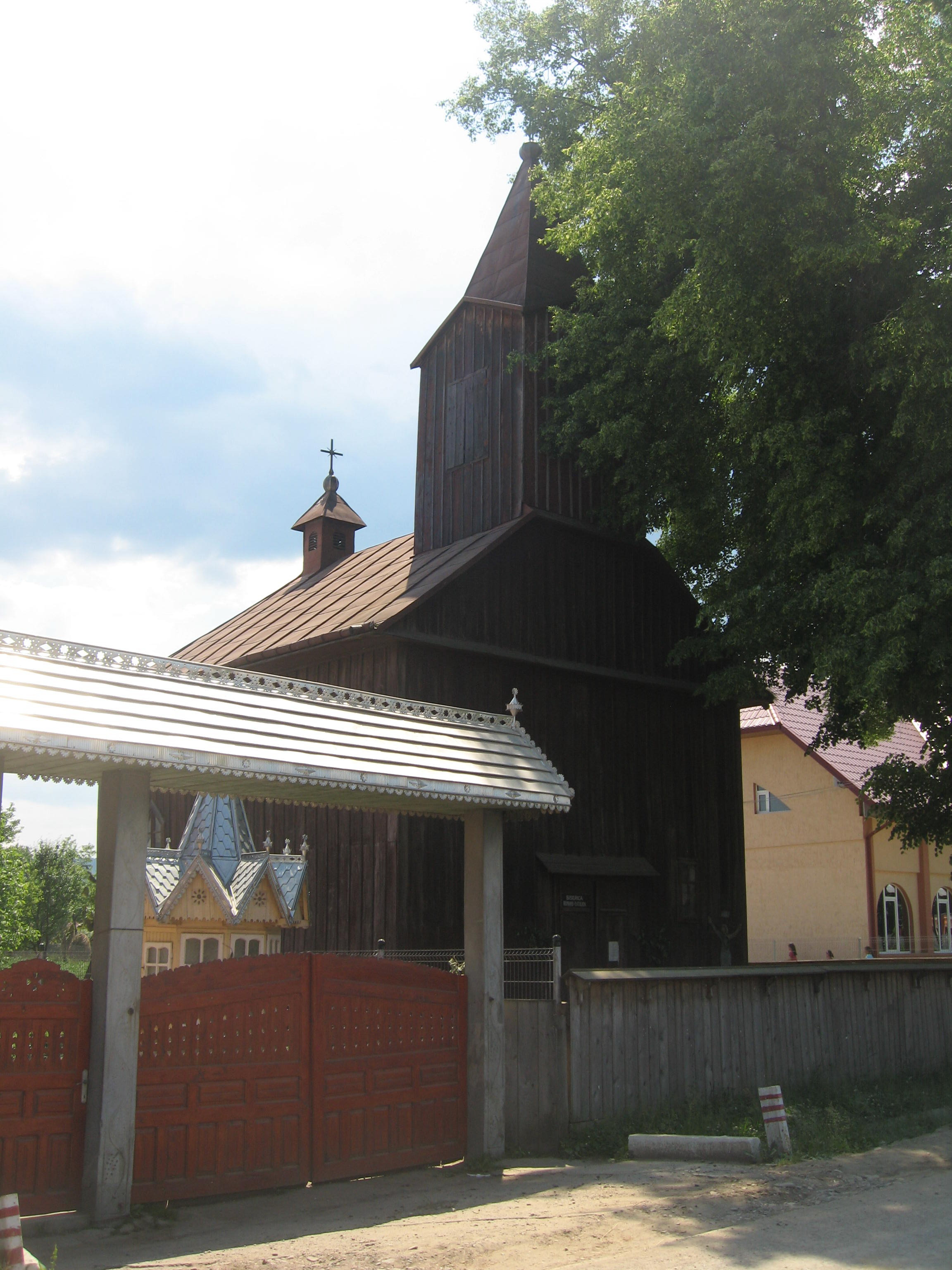
Biserica romano-catolică din Valea Moldovei
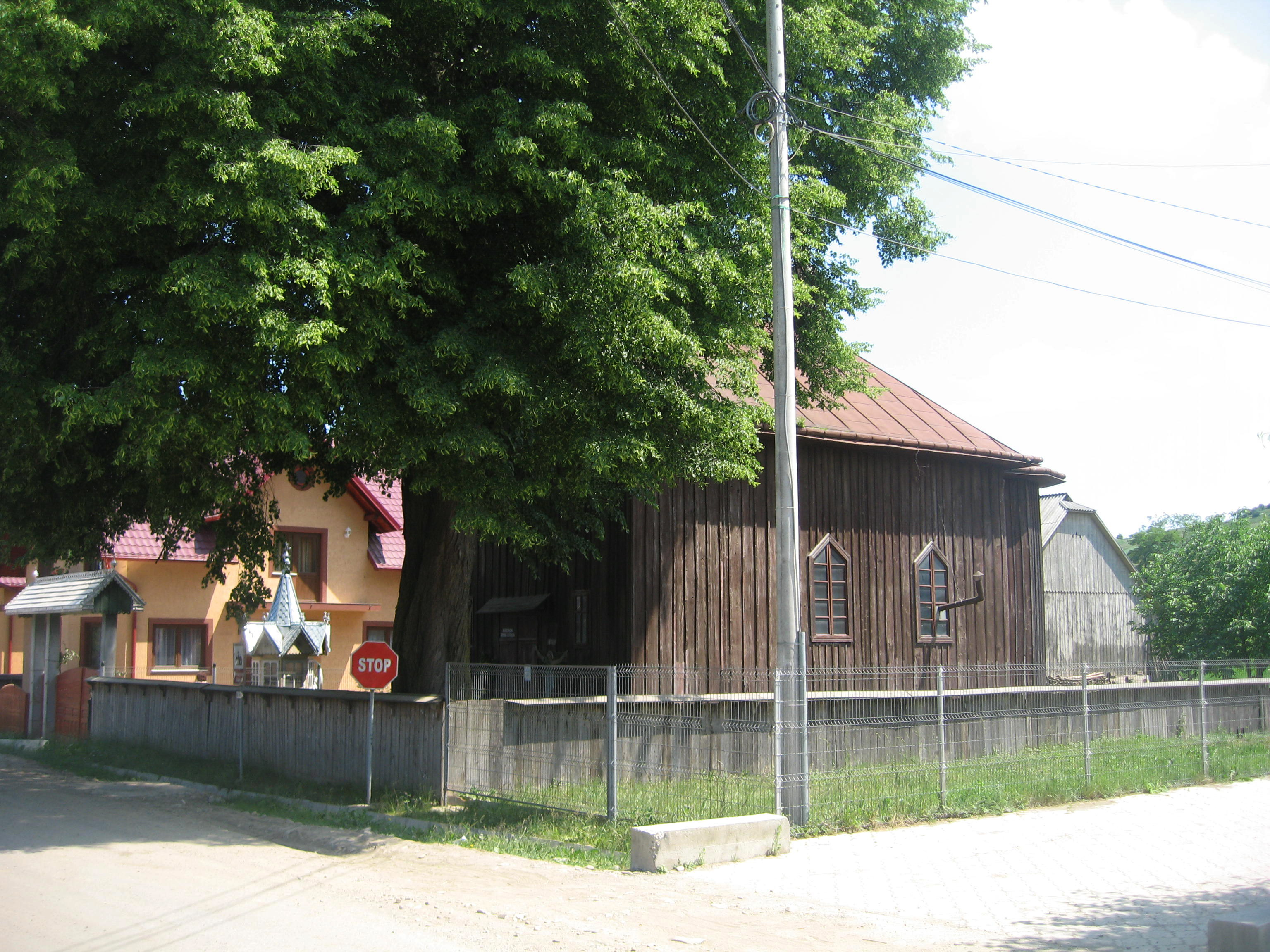
Biserica romano-catolică din Valea Moldovei
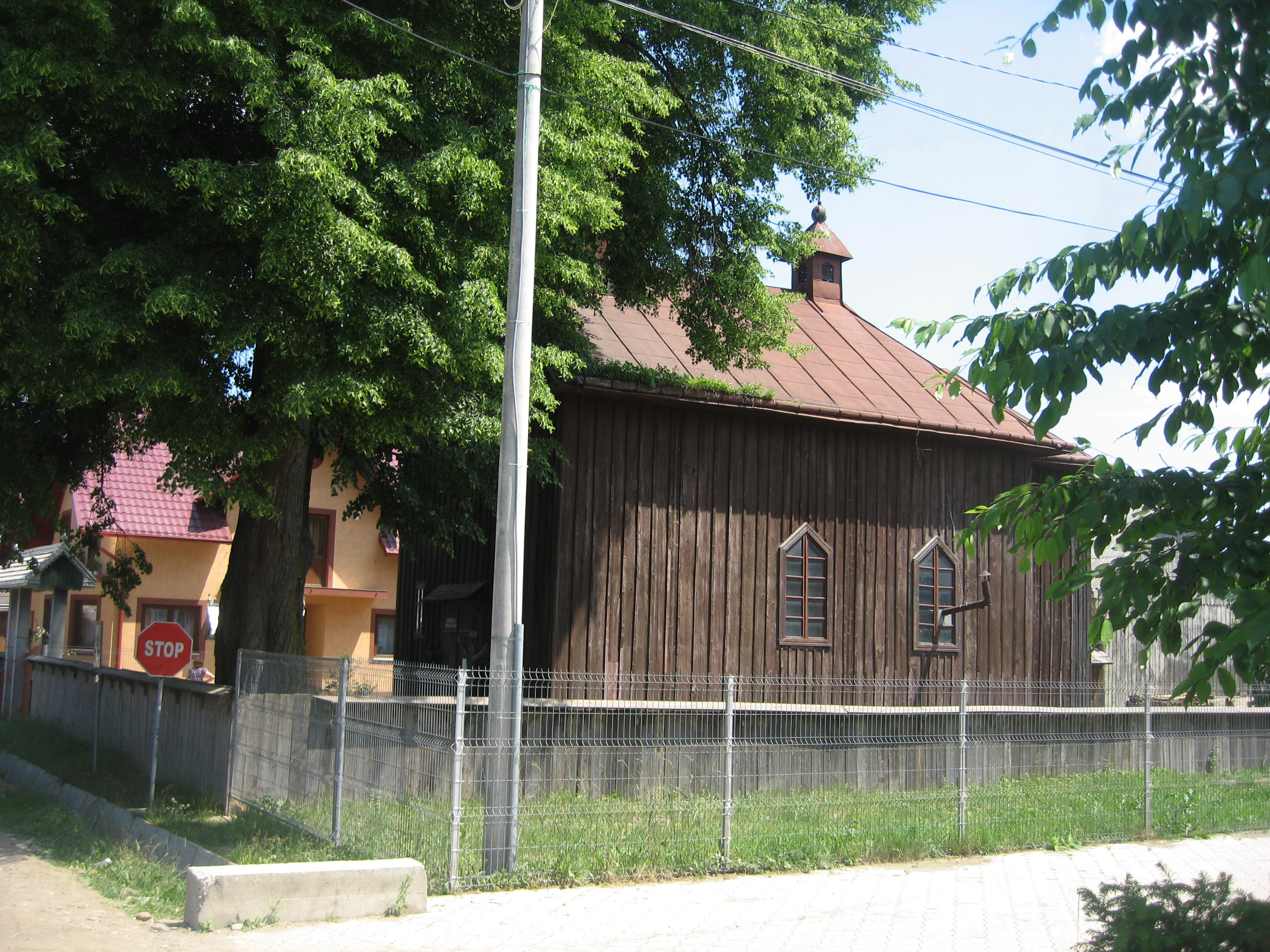
Biserica romano-catolică din Valea Moldovei
Biserica romano-catolică din Valea Moldovei
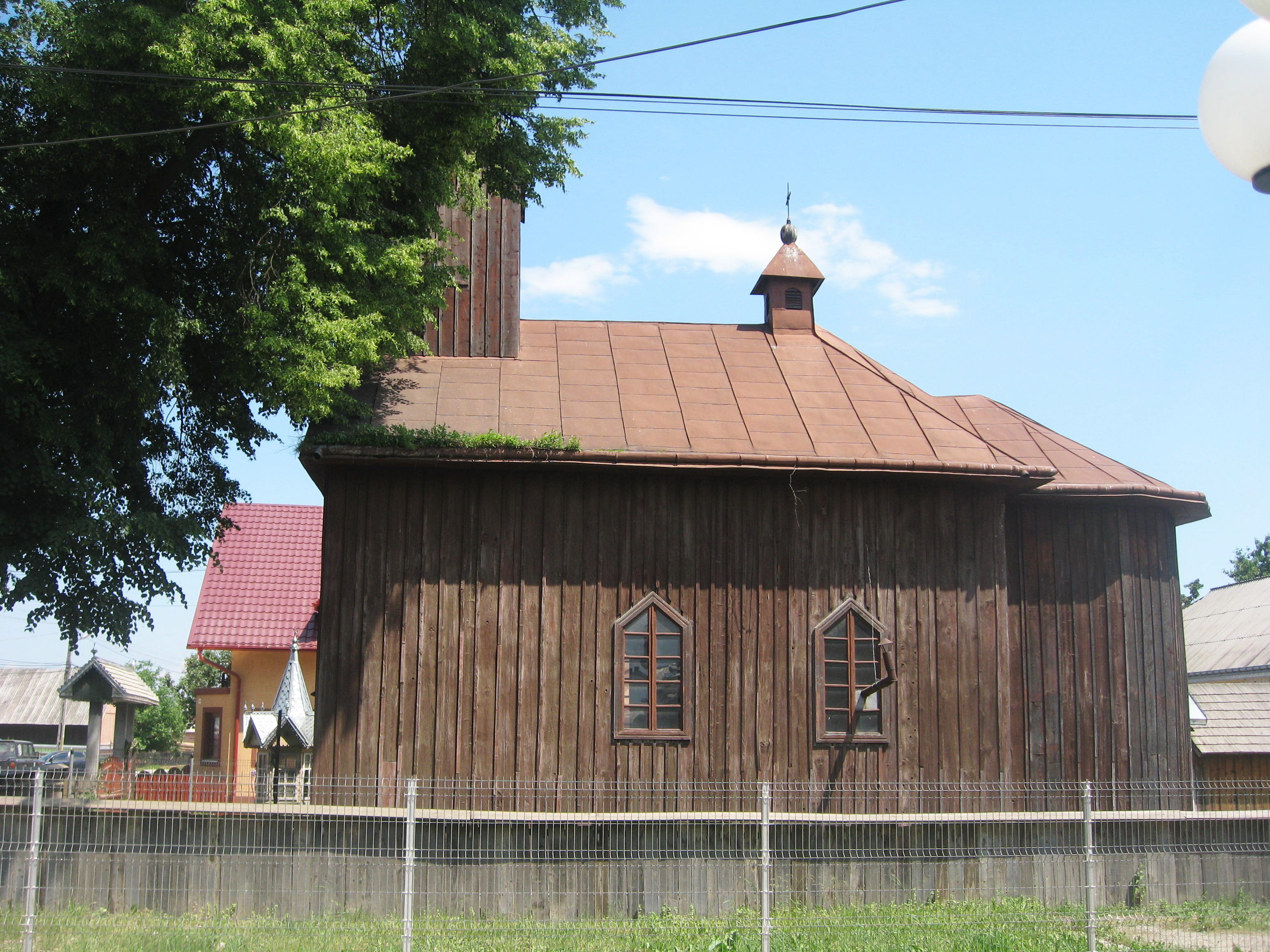
Biserica romano-catolică din Valea Moldovei
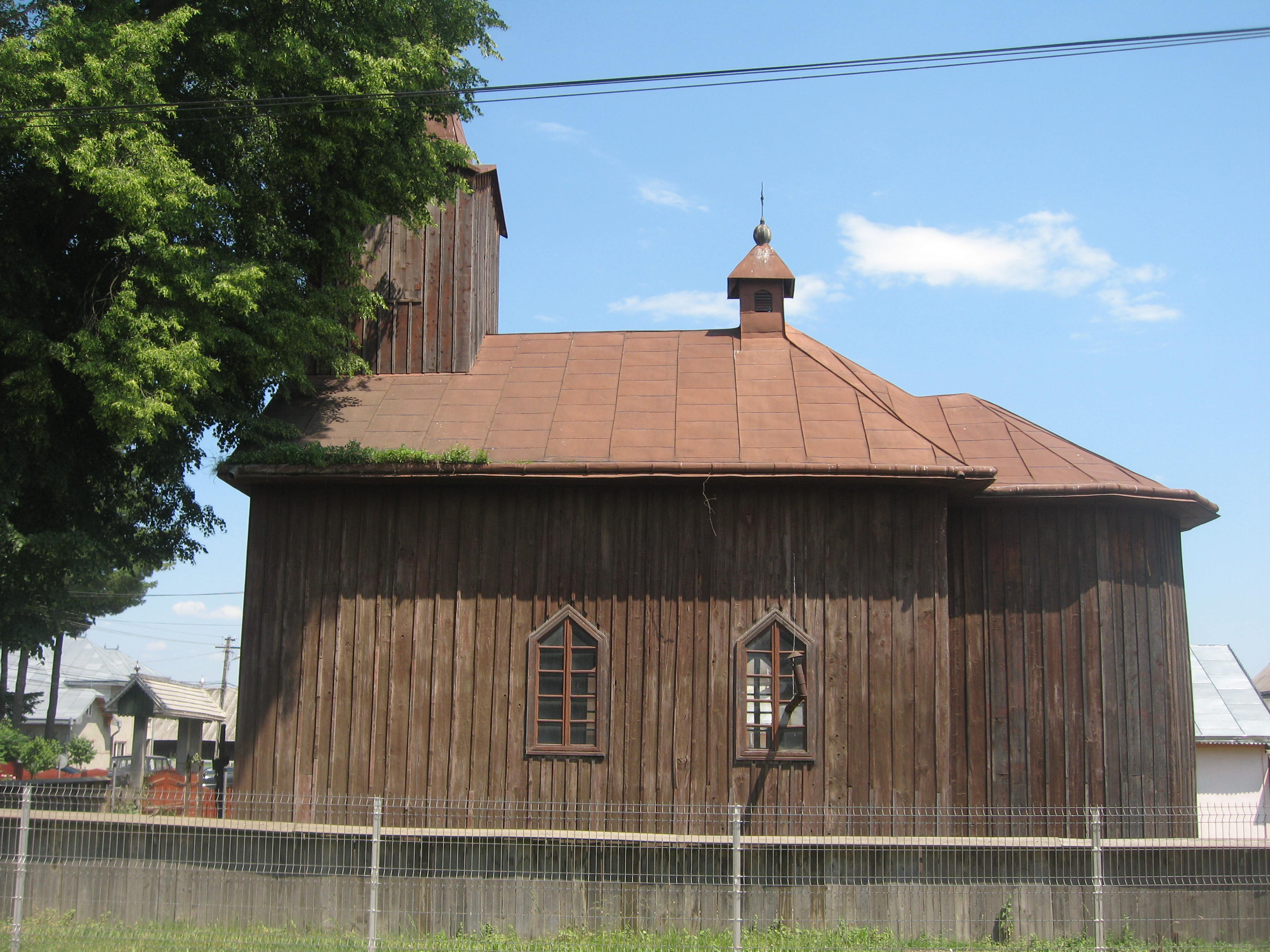
Biserica romano-catolică din Valea Moldovei
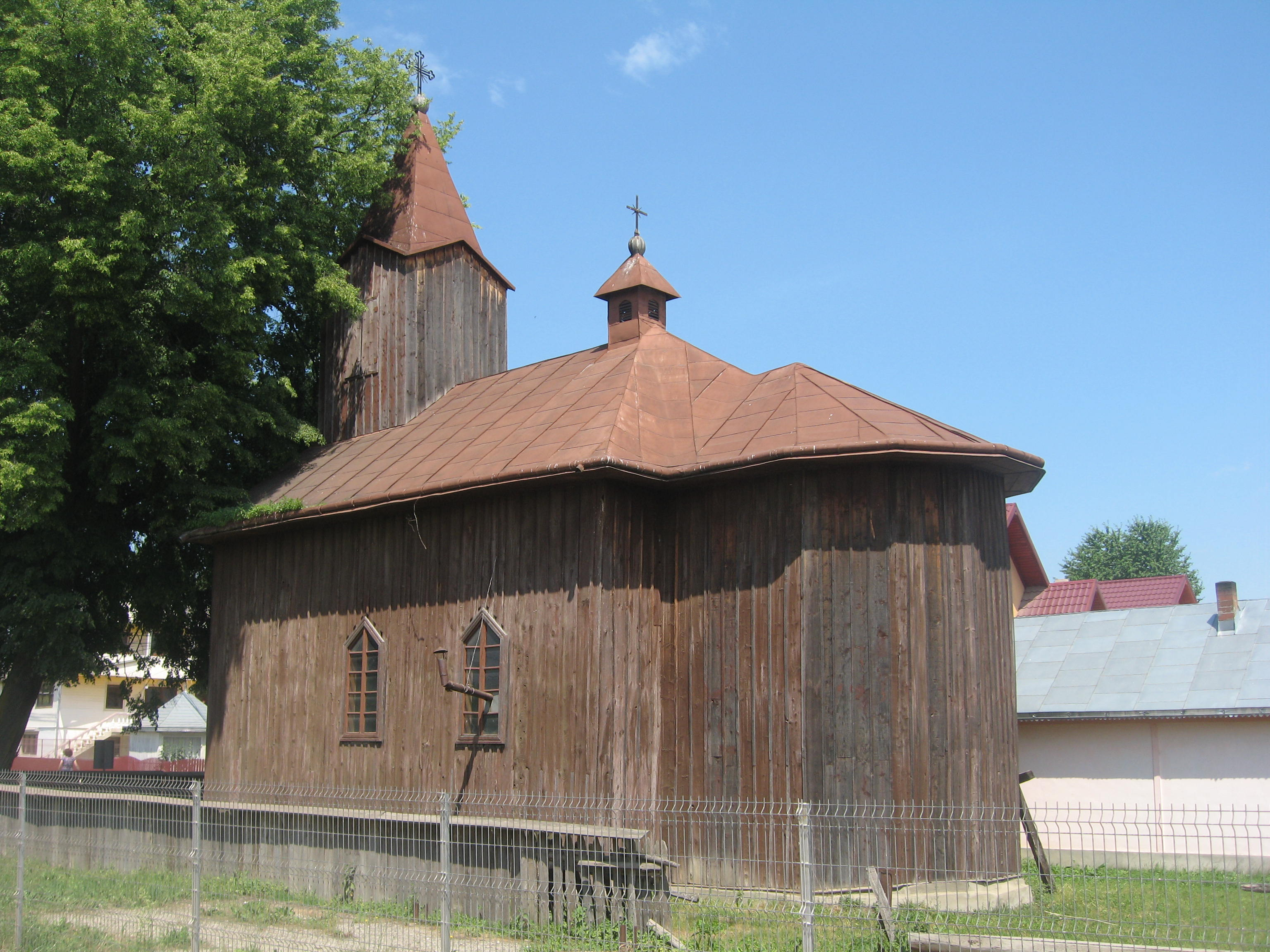
Biserica romano-catolică din Valea Moldovei
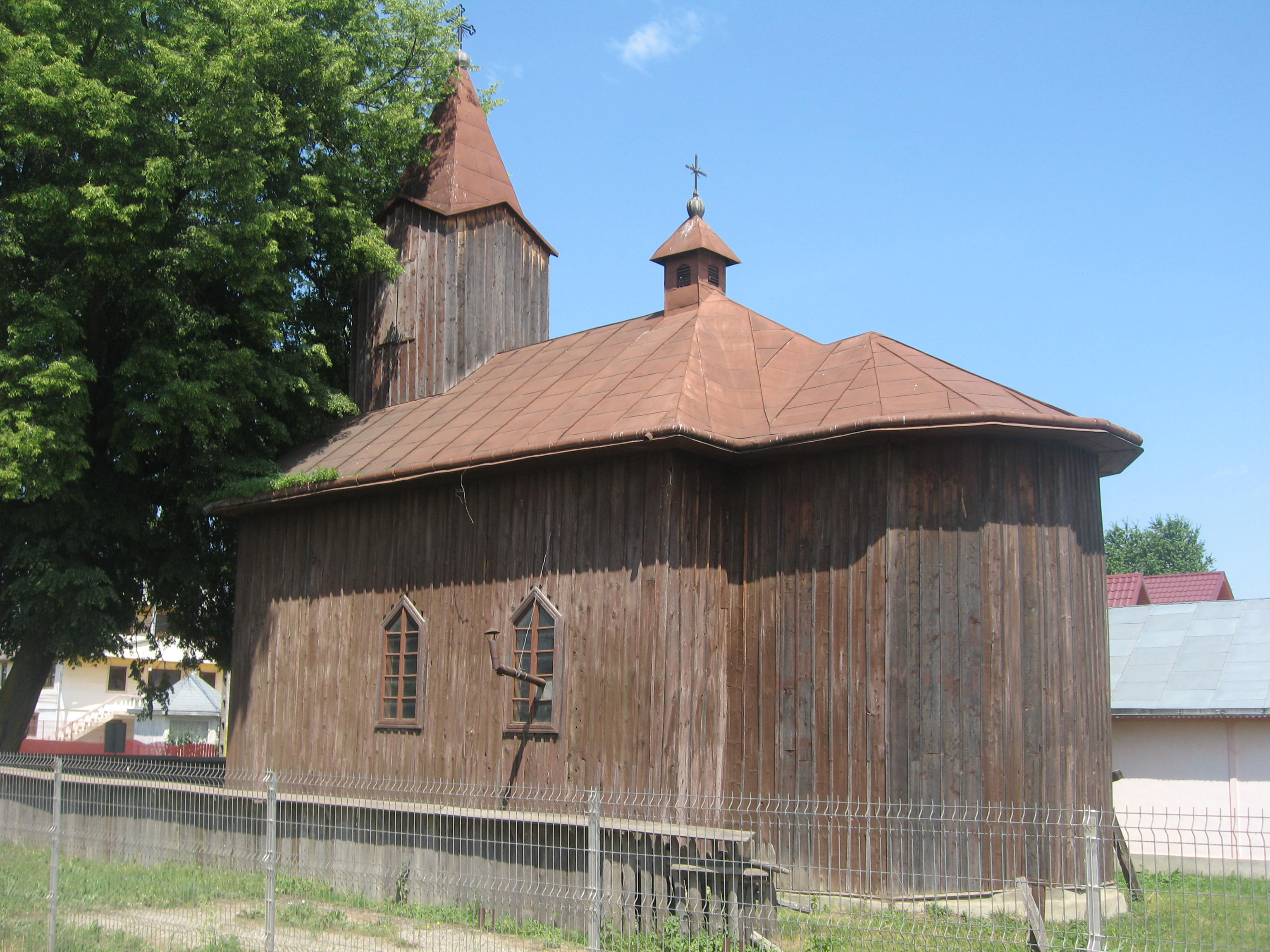
Biserica romano-catolică din Valea Moldovei
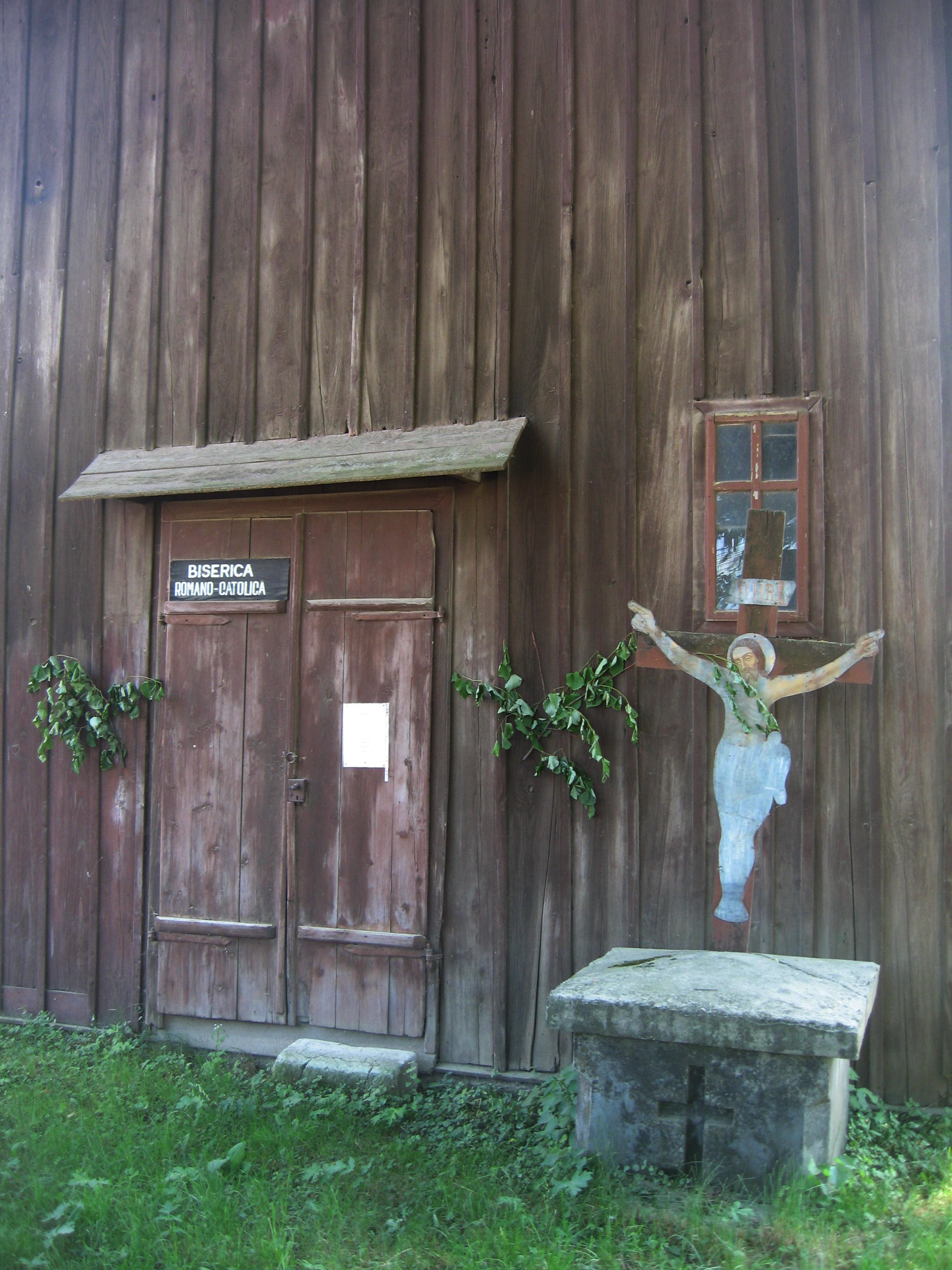
Intrarea în biserică